# King Harvest (Has Surely Come)
King Harvest (Has Surely Come) è un brano musicale dei The Band, originariamente apparsa come traccia conclusiva del loro secondo album omonimo del 1969.
La canzone è accreditata solitamente a Robbie Robertson, nonostante Levon Helm abbia reclamato che King Harvest fosse un lavoro di gruppo. Il brano venne cantato in prima persona dal punto di vista di un contadino poverissimo, la cui disperazione è crescente, che elenca le disgrazie che gli sono capitate: non piove più e la sua coltivazione di grano è morta, il suo granaio si è ridotto in cenere ed è finito in miseria. Appare quindi un sindacalista, che gli promette di migliorare le cose. Il narratore dichiara quindi ai suoi nuovi colleghi I'm a union man, now, all the way, ai quali, imbarazzati dalla sua condizione sociale, li implora di "non giudicarlo solamente per le sue scarpe". Gli eventi rappresentati nella canzone sono probabilmente un riferimento all'organizzazione lavorativa Trade Union Unity League, la quale creò vere e proprie unioni di mezzadrie tra il 1928 e il 1935, in ogni parte degli Stati Uniti meridionali.
Il critico rock Greil Marcus la chiamò "canzone della Band sulle campagne senza speranza" e suggerì che King Harvest poteva benissimo trattarsi della migliore canzone scritta da Robertson, oltre che al miglior esempio di sinergia tra cantautorato ed esecuzione del gruppo. L'autore Neil Minturn lodò "l'oscura e inquietante sincerità" della canzone.
La struttura della canzone è insolita: i versi, cantati da Richard Manuel, sono energici, mentre i i cori (dello stesso Manuel e Levon Helm) sono per lo più controllati, in contrapposizione alla struttura tipica del brano, che rifletteva quanto possibile la disperazione dell'insicura speranza del protagonista a fidarsi del sindacato.

## Formazione
- Richard Manuel - voce, voci di accompagnamento, pianoforte
- Rick Danko - basso elettrico
- Levon Helm - batteria, voci di accompagnamento
- Garth Hudson - organo Lowrey
- Robbie Robertson - chitarra elettrica
- John Simon - pianoforte elettrico Wurlitzer attraverso black box